# Pierre-Célestin Tshitoko
Pierre-Célestin Tshitoko Mamba (ur. 23 lutego 1956 w Kolwezi) – kongijski duchowny katolicki, biskup Luebo od 2006.

## Życiorys

### Prezbiterat
Święcenia kapłańskie przyjął 22 sierpnia 1982 i został inkardynowany do archidiecezji Kananga. Po święceniach i studiach licencjackich w Kinszasie został wykładowcą seminarium w Kanandze. W latach 1988–1993 odbył studia doktoranckie z teologii biblijnej na rzymskim Papieskim Uniwersytecie Urbaniana. Po powrocie do kraju został arcybiskupim sekretarzem, zaś w 1994 objął urząd rektora filozoficznej części seminarium w Kanandze.

### Episkopat
7 stycznia 2006 papież Benedykt XVI mianował go biskupem ordynariuszem diecezji Luebo. Sakry biskupiej udzielił mu 25 marca 2006 arcybiskup Godefroid Mukeng’a Kalond.